# Rudolf Schmidt (Ministerialbeamter, 1904)

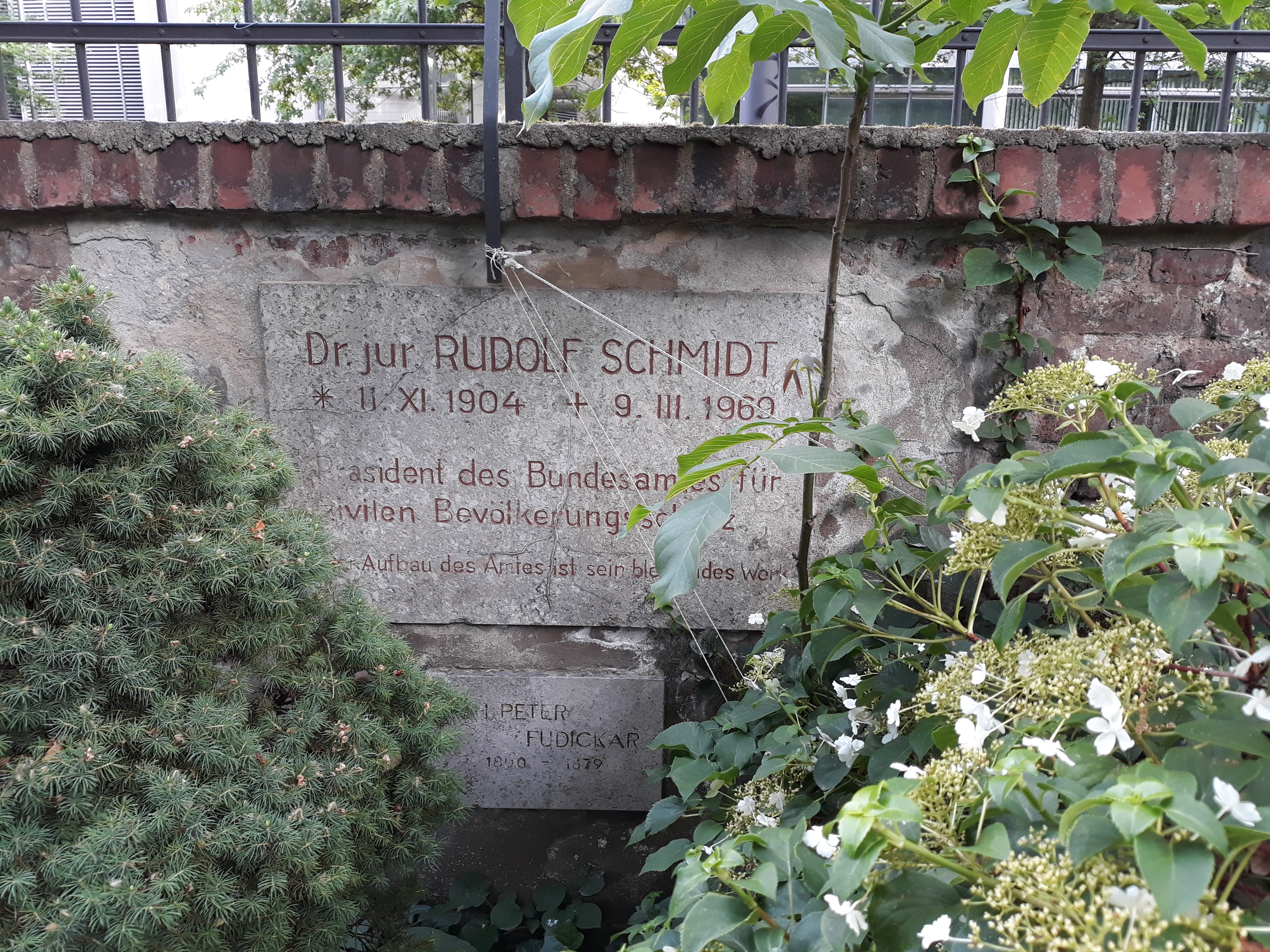
Grab von Rudolf Schmidt auf dem Alten Friedhof Bonn.

Rudolf Schmidt (* 11. November 1904 in Berlin; † 9. März 1969 in Bonn) war ein deutscher Verwaltungsjurist, Landrat und Ministerialbeamter.

## Leben
Schmidt absolvierte ein Studium der Rechtswissenschaft und wurde zum Doktor der Rechte promoviert. Er trat in den preußischen Verwaltungsdienst ein und war als Beamter im Reichsministerium des Innern tätig, zuletzt als Regierungsrat. 1937 wurde er nach der Versetzung von Paul Wege kommissarisch Landrat des Mansfelder Gebirgskreises im Regierungsbezirk Merseburg der preußischen Provinz Sachsen. 1938, nach dem völligen Ausscheiden Weges, übernahm er endgültig dieses Amt. Im Februar 1940 wurde er in das Ministerium des Innern nach Berlin berufen und Landrat Horst Hacker aus Eisleben mit dessen Vertretung als Landrat beauftragt.
Nach dem Zweiten Weltkrieg setzte Schmidt seine Laufbahn im Verwaltungsdienst fort. In den 1950er Jahren war er als Ministerialrat Leiter der Abteilung VII, Ziviler Bevölkerungsschutz im Bundesministerium des Innern. Er verfasste unter anderem Kommentare zum Landbeschaffungs- sowie zum Bundesleistungsgesetz. Dem 1958 errichteten Bundesamt für zivilen Bevölkerungsschutz mit Sitz in Bad Godesberg stand er bis zu seinem Tode als Präsident vor; sein Nachfolger wurde der Vizepräsident des Bundesamts, Paul Wilhelm Kolb.